# 罗亚尔奥克 (密歇根州)
罗亚尔奥克（英語：Royal Oak）是美国密西根州奧克蘭郡的一個城市，是底特律的郊區衛星城之一。據2010年美國人口普查，罗亚尔奥克有人口57,236人，是奧克蘭郡人口第八多城市。